# Sloveniens Davis Cup-lag
Sloveniens Davis Cup-lag styrs av slovenska tennisförbundet och representerar Slovenien i tennisturneringen Davis Cup, tidigare International Lawn Tennis Challenge. Slovenien debuterade i sammanhanget 1993, efter att Jugoslavien delats upp, och har som bäst spelat i grupp I i Europa-Afrika-zonen.